# Грызалов, Виктор Андреевич
Виктор Андреевич Грызлов (3 сентября 1925 года, д. Глушицы, Ивановская область, РСФСР — 26 сентября 2002 года, Бельцы, Молдавия) — участник Великой Отечественной войны, полный кавалер ордена Славы. Капитан ВС СССР.

## Биография
Родился 3 сентября 1925 года в деревне Глушицы ныне Южского района Ивановской области в семье крестьянина. Русский. Окончил 7 классов в селе Рылово. С началом Великой Отечественной войны четверо братьев были на фронте. Виктор, как самый младший, оставался дома, работал в колхозе имени Калинина.
В январе 1943 года, после получения извещения о гибели брата добровольцем пришел в военкомат. Ему еще не исполнилось 18 и юношу отправили в полковую школу в городе Шуе (Ивановская область). После полугодовой подготовки получил специальность бронебойщика и был направлен в действующую армию.
Прибыл на Ленинградский фронт. Был зачислен в полковую артиллерийскую батарею 1078-го стрелкового полка 314-й стрелковой дивизии. Быстро, в боевой обстановке, переучился, освоил специальность наводчика 45-мм орудия. В январе 1944 года произвел первый выстрел по врагу.
Летом 1944 года участвовал в боях на Карельском перешейке. Со своей пушкой младший сержант Грызалов следовал в боевых порядках наступавшей рот, метким огнем подавлял огневые точки противника, расчищал путь пехоте.
15 июня 1944 года в бою за населенный пункт Лемпияля (у города Выборг) младший сержант Грызалов в составе расчета с прямой наводки, под обстрелом подавил 2 легких пулемета, уничтожил и рассеял до взвода пехоты противника. Был ранен, но остался в строю.
Приказом командира 314-й стрелковой дивизии от 28 июня 1944 года младший сержант Грызалов Виктор Андреевич награжден орденом Славы 3-й степени (№ 250252).
После разгрома противника на Карельском перешейке дивизия, в которой служил Грызалов, была переброшена на 1-й Украинский фронт. Принимала участие в наступлении с Сандомирского плацдарма.
22 января 1945 года в бою у местечка Славкув (6 км западнее города Олькуш, Польша) расчет 45-мм орудия, в котором наводчиком был Грызалов, уничтожил 3 тяжелых и 2 легких пулемета, подавил 6 огневых точек противника.
Приказом по войскам 59-й армии от 22 февраля 1945 года младший сержант Грызалов Виктор Андреевич награжден орденом Славы 2-й степени (№ 30414).
В боях 26-29 марта 1945 года за населенные пункты Братш и Тюрмитц (10-13 км юго-западнее города Леобшютц, Германия) вновь отличился младший сержант Грызалов. Когда из строя выбыли командир расчета, Грызалов возглавил расчет, выполнял обязанности командира и наводчика. По его приказу расчет, прикрываясь складками местности, подтаскивал орудие как можно ближе к цели, ставил его на прямую наводку. Как правило, первым выстрелом поражал огневую точку. За два дня боев расчет не имел потерь, уничтожил самоходное орудие, три вражеских пулемета, подавил огонь четырех и вывел из строя свыше 10 вражеских солдат. Своими действиями помог роте успешно решить боевую задачу по захвату населенных пунктов. За эти бои был представлен к награждению орденом Славы 1-й степени.
Пока документы о награждении шли по инстанциям, бои продолжались. В апреле, в одном из населенных пунктов на территории Германии, расположившаяся на отдых батарея была ночью атакована выходящими из окружения гитлеровцами. Ориентируясь по искрам из выхлопной трубы Грызалов смог поджечь самоходку. Пожар осветил всю цепь гитлеровцев и остальные орудия открыли прицельный огонь по неприятелю. Атака фашистов захлебнулась. На следующий день, рискуя жизнью, вынес из-под огня раненного офицера.
Отважному артиллеристу не довелось дойти до Берлина. В конце апреля он был направлен на учебу в танковое училище, где и встретил день Победы.
Указом Президиума Верховного Совета СССР от 27 июня 1945 года за образцовое выполнение заданий командования в боях с немецко-фашистскими захватчиками на заключительном этапе Великой Отечественной войны младший сержант Грызалов Виктор Андреевич награждён орденом Славы 1-й степени (№ 2925). Стал полным кавалером ордена Славы.
В 1948 году окончил танковое училище. Служил в танковых частях на Курильских островах, и в группе Советских войск в Германии, в Рышканском, и Бельцком военном комиссариатах. В 1963 году капитан Грызалов уволен в запас.
Остался жить в городе Бельцы (Молдавия). Только спустя 22 года после войны ветерана нашел третий орден Славы. Продолжал работать в военном комиссариате, затем инкассатором Госбанка. Активно участвовал в военно-патриотической работе среди молодежи. Скончался 26 сентября 2002 года. Похоронен на кладбище города Бельцы.

## Награды
- Орден Славы 1 степени (27 июня 1945—№ 2915);
- Орден Славы 2 степени (22 февраля 1945—№ 30414);[1]
- Орден Славы 3 степени (28 июня 1944—№ 250252);[2]
- Орден Отечественной войны 1 степени (1985);[3]
- Орден Красной Звезды;
- Медаль «За боевые заслуги»;
- Ряд прочих медалей.